# 銀河疾風サスライガー
| J9シリーズ | J9シリーズ           | J9シリーズ             |
| 通番       | 題名                 | 放映期間               |
| ---------- | -------------------- | ---------------------- |
| 第1作      | 銀河旋風ブライガー   | 1981年10月 - 1982年6月 |
| 第2作      | 銀河烈風バクシンガー | 1982年7月 - 1983年3月  |
| 第3作      | 銀河疾風サスライガー | 1983年4月 - 1984年1月  |

『銀河疾風サスライガー』（ぎんがしっぷうサスライガー）は、1983年4月5日から1984年1月31日までテレビ東京で放送された、国際映画社製作のロボットアニメ。
「J9シリーズ」三部作の第3作である。

## 作品解説
J9シリーズ最終作。ストーリーのモチーフは、ジュール・ヴェルヌの小説『80日間世界一周』。世界観やファッション、BGMなどは禁酒法時代を舞台にしたギャング映画を意識しており、前2作に比べてアダルトな雰囲気がある。悲壮感のあるラストで幕を閉じた前作『銀河烈風バクシンガー』とは対照的に、陽気なムードの作風となった。ナレーターは安原義人が担当。本編ナレーションの締め台詞は「Be Happy Good Luck!」次回予告ナレーションの締め台詞は『Let's Get Together, J9 』で、安原独特のハイテンションな語り口が物語を引き立てていた。
主人公が1年間で回る惑星の数が50個というのは当初の予定放送期間が1年間・全52話となるのを見越した設定で、当初は1話につき惑星を1つ回るペースだった。しかし、放送期間が2カ月短縮されたために、終盤は1話でいくつもの惑星を巡る展開となった。なお、前々作の『銀河旋風ブライガー』ではバルカン星が存在する設定になっていたが、本作ではビッグゲームのトライポイントに指定されていない。
シリーズ最終作ということもあり、第43話（最終話）のラストシーンでは、本作のメンバーと前2作品の『ブライガー』及び『バクシンガー』のメンバーが、それぞれ集合カットで登場し、シリーズの終止符を打つ。
エノキフイルムにより海外で放送された時の名称は「WONDER SIX」であり、「COSMO RUNNER」（ブライガー）、「COSMO RANGER」（バクシンガー）とは別シリーズの扱いとなっている。
前作までは東映動画（現・東映アニメーション）が元請をしていたが、本作のみ国際映画社単独での制作である。

## あらすじ
30世紀の未来、人類は太陽系全体に居住圏を広げ、植民惑星は80以上を数えていた。
大規模な戦争などは収まったものの、ブラディ・シンジケートを始めとする巨大な犯罪組織が暗躍、表面的な繁栄と爛熟、堕落と腐敗の時代を迎えていた。
2911年7月8日、アステロイドのカジノ星・J9ランドで天文学的な大勝ちをした男I・C・ブルースは、現支配人であるブラディ・シンジケートの大ボス、ブラディ・ゴッドから新太陽系の主要惑星50個を1年以内で全て踏破できるかという、世紀の大勝負を持ちかけられた。
ブルースは全財産を賭けてそれに承諾、その場に居合わせた抜きうちロック、おとぼけビート、気まぐれバーディの3人の若者もブラディ・ゴッドのあくどいやり方に反感を持ち、ブルースの大勝負に参加することを決め込んだ。
ブルースとその仲間達は、JJ9（ダブルジェイナイン）を名乗り、シンジケートの妨害と戦いながら、蒸気機関車型自家用宇宙トレイン・J9-III号を駆って賭けに挑む。

## 登場人物

### JJ9
「JJ9」とは、本作の主人公達一行のチーム名である。その名称はJupiter（木星）、タイムリミットである7月9日 (July 9th) の頭文字を組み合わせたものである。
主人公チームの陣容は前作『バクシンガー』から一人減り、前々作『ブライガー』同様のメイン4人+年少者2人+商人1人となった。ただし、年少者の年齢が引き上げられ、主役メカの稼働に関わるポジションに変更されている。
ブルース・カール・バーンステイン / I・C・ブルース
声 - 曽我部和行
JJ9チームのリーダーも兼ねた資金調達係にして宇宙最強のギャンブラー。22歳。
『ブライガー』におけるかみそりアイザック、『バクシンガー』における諸刃のシュテッケンに相当するキャラクター。
ICの如き頭の冴えを見せるため、「I・C・ブルース」という通り名が付いた。
なおロック達JJ9の仲間は通常「オーナー」と呼ぶ。
ブラディに乗っ取られたJ9ランドのカジノで勝ちまくったため、ブラディから世紀のビッグゲームを持ちかけられ、それに応じる。
物語終盤、死んだと思われていた双子の兄ヘルムート（声：若本紀昭）との再会を果たしている。上流階級の出身。
ロック・アンロック / 抜きうちロック
声 - 塩沢兼人
カナダ人。18歳。
『ブライガー』におけるブラスター・キッド、『バクシンガー』におけるビリー・ザ・ショットに相当するキャラクター。
かなりのガンマニアで、JJ9チームのお抱えガンファイター。
父、ジョン・アンロックは元森林警備隊長。家族も同然の存在だった警備隊の人々を壊滅に追い込み、父を半身不随にした強盗一味を皆殺しにするため、学校を休学して宇宙に上がり、アウトローの世界に身を投じた。
その後、J9ランドでブルースと知り合い、JJ9チームの一員となる。ビッグゲームを手伝いながらも、強盗一味への報復も成し遂げた。
ビート・マッケンジー / おとぼけビート
声 - 森功至
18歳。『ブライガー』における飛ばし屋ボウィー、『バクシンガー』におけるかっ飛びの佐馬に相当するキャラクター。
J9-III号の運転を主に担当する。J9ランドでブルースと知り合い、JJ9チームの一員に。レーサー稼業に身をやつし、家庭を顧みない父、デニス・マッケンジーに反発していたが、第13話にて和解している。
プチロッジとは元々仲が良く、第18話で遭難した際に互いに助け合ってから急速に絆が深まり、同話以降はほぼ公認の恋人同士となった。
バーディ・ショウ / 気まぐれバーディ
声 - 麻上洋子
18歳。『ブライガー』におけるエンジェルお町、『バクシンガー』における不死蝶のライラに相当するキャラクター。
JJ9入りする以前は、父の伝手で太陽系情報局の関係者に預けられ、「ガールスカウト代わりに」軍情報部特殊訓練学校に在籍していた（第26・27話）。
小説家のビンセント・ショウと女優のダイアン・ハーシーの娘。姉にダンサーのシャロン・ハーシーがいる。両親は離婚し父に引き取られた。昔はかなりのお転婆だったらしい。自称占いの権威。
スリ（第1話）・モールス信号の発信及び解読（第23話）・暗号解読、大規模破壊工作（第28話）等々、持ち前の多彩な特技を駆使して、チームに貢献している。
物語終盤ではロックといい仲になる。
人を応援する際「ガンバ!」と言いながらJの形のアクセサリーを打ち鳴らす癖がある。
D・D・リッチマン
声 - 八奈見乗児
JJ9チームの情報収集と物資調達、そして経理担当。
J9ランドの前オーナーの依頼でJ9-III号を設計し建造するも、当の依頼人が行方不明になったため、ブルースにJ9-III号を売り払う。しかし、ブルースがまとまった現金を全部ビッグゲームの賭け金としてつぎ込んだため、持ち逃げ防止のために同行する。顔の広さを活かして、彼らに路銀稼ぎのための仕事を斡旋する、フィクサーの役割も担っている。
自称「地球連邦海軍元少尉」で、その際に身に付けたとして、モールス信号の発信・解読技能を持っており、第23話でそれを活かしている。
第14話ではブルースの幼馴染にしてスーパーモデルのステファニア、第15話では入浴中のバーディに見とれて、交通事故を起こしている。
ジミー見城（ジミー けんじょう）
声 - 塩屋翼
第2話から登場。J9-III号に密航したのが縁でJJ9チームの一員になった駆け落ちカップルの片割れ。15歳。
JJ9チームのメカニック担当。父親にかなり鍛えられたらしく、技術屋としては超一流。駆け落ちの動機は、アステロイドの法律上まだ結婚が認められていない年齢であるため。顔良し、性格良し、さらに甲斐性アリと、三拍子そろった好青年。終盤、テレビ中継でJJ9チームの一員になっていることが実家にバレてしまった。
スージー張（スージー チャン）
声 - 三浦雅子
第2話から登場。J9-III号に密航したのが縁でJJ9チームの一員になった駆け落ちカップルの片割れ。15歳。
JJ9チームの炊事担当。花嫁修業でもやっていたのか、料理の腕前は超一流。実家はかなりの豪商。最終回でジミーと結ばれる。彼女の父親とジミーの父親は、仲は悪くないものの顔をあわせるたびに口ゲンカを繰り返していた。

### シンジケート
ブラディ・ゴッド
声 - 蟹江栄司
ブラディ・シンジケートの大ボス。自身が経営するJ9ランド内のカジノでブルースが勝ちまくったため、ブルースにビッグゲームを持ちかける。潔い一面を持っており最終回では報復に来た部下達を戒めていた。当初は影で顔が見えなかったが、42話で目の部分、最終話で素顔が判明した。
海外版での名称は「Max Girth」で、「Bloody God」は通り名という扱いになっている。
フルザ・ゲルナー
ブラディに雇われた殺し屋で、たびたびJJ9を殺そうと襲ってくる。ロックの父を半身不随にした強盗一味の1人でもある。最終回でブルース達を狙撃しようとするが、ひた隠しにていた病から来る吐血が原因で誤ってブラディを撃ってしまい組織に追われることに。最後はロックとの差しの対決で倒される。
非常に無口な性格で、最後まで誰が演じているのか明らかにされなかった。「国際映画社ナイト2009」にて、登壇者からこの事を突っ込まれて、チーフディレクターの四辻が声を当てたことを、止むなく認めている。

### ヌビア・コネクション
カーメン25世
声 - 山本圭子
初代カーメン・カーメン（大カーメン）から数えて25代目のヌビア教主。顔や声などが女性的だが、スタッフの証言によると「少年」とのこと。
大カーメンの教えに従い、30億年前から冥王星に秘匿されていたメッセージカプセルを回収した後、ヌビアの聖星サン・ノブ・ジュピターを太陽系外に移動させ、全太陽系から集まった教徒と共に大銀河へとはるかなる布教の旅へと旅立つ「聖アトゥーム祭」を実行に移した。計画実行にあたって、ブラディを騙してシンジケートの力を利用したために彼の怒りを買い、JJ9チームや全ての信徒諸共にシンジケートに付け狙われる事となった。
超能力が使え、彼を抹殺すべく冥王星に撃ち込まれたブラディ軍の無数の惑星間核ミサイルを自身の超能力で反転させ、衛星カロンの秘密核ミサイル基地を逆に壊滅させている。

### その他
オーガン警部
声 - 徳丸完
300億ボール強奪犯を追う星間パトロール隊の刑事。45歳。
ビッグゲーム開始の際、ブルースが支払った賭け金の額が、たまたま300億ボールだったため、ブルースを300億ボール強奪犯と断定して追い回す。
それなりに有能な人物だが、ブルース逮捕に躍起になりすぎるあまり他の任務を疎かにしがちなため、周囲の評価はあまり芳しくなく、第20話では「ブラディの犬」呼ばわりまでされている。
しかし第42話で、ブルースの双子の兄ヘルムートが300億ボール強奪事件の真犯人と判明。ヘルムートが自首して誤解が解けてからはJJ9チームに協力する。
ジョアンナ・カーライル
声 - 舛田紀子
ソーラープラネッツポスト社長。ブルースとブラディの勝負の公正を期すために、経過を太陽系のあらゆる報道機関に知らせることを提案する。両者がこれを受け入れたため、勝負は公然の事実となった。自身は反ブラディ寄りに傾いており、JJ9に仕事を依頼することもある。
プチロッジ
声 - 山田栄子
第2話から登場。ソーラープラネッツポストのカメラマン。愛称は「プチ」。JJ9チームのトライマークと特ダネ集めに日々奔走する。そのために事件に巻き込まれることも多く、JJ9と多くの関わりを持つことになる。いつの間にかほとんどお抱えカメラマンとなり、ビートと恋仲になる。
ミュージシャンの兄がおり、第18話では「兄の作った曲」として、ビートに「メイビィ・ベイビィ」を聴かせている。兄とどちらが先にメジャーになるか、目下競争中。
ビンセント・ショウ
声 - 青野武
第26・27話に登場。著名な小説家・ノンフィクション作家で、バーディの父親。
ヌビア教典の聖アトゥーム祭の謎を追い、数年に渡りサン・ノブ・ジュピターのサンクチュアリで潜入取材をしていた。
第26話で彼らの太陽系脱出計画に巻き込まれたプチロッジらと、カーメン神殿で偶然遭遇し、共にサン・ノブ・ジュピターからの脱出を図ることとなる。

## メカニック
サスライガー
蒸気機関車型自家用宇宙トレイン・J9-III号（ジェイナインスリーごう）が「テイク・サスライド・オン」の掛け声で変形する全長22.55メートル、重量72.5トンの大型ロボット。前2作のブライガーやバクシンガーとは違い、シンクロンシステムが利用されていないため変形する際に巨大化せず小ぶりである。また、「ビームライフルやビームガトリングガンなどが主装備で、接近戦用の武器を装備していない」「顔はゴーグルフェイス」、などの点も、ブライガーやバクシンガーとは一線を画していた。「サスライガー」という名前は、「宇宙をさすらう」ということでブルースが命名したもの。
燃料はガソリンのようである。劇中にて、第5話にガソリンスタンドに立ち寄ろうとして、その巨大さゆえに建物を壊してしまうシーンがある。また第23話でも刑務所に備蓄してあった輸送車用の燃料を奪って、J9-III号に補給するシーンも描かれている。
設定上ではマニピュレータ（手）は赤い4本指である。当初の変形シークエンスのバンクカットでは5本指になることがあったため、第17話から変形シークエンスが全面的に描き直され、4本指となっている他、胸パーツの開閉の描写が変更されている。
変形前のJ9-III号時に使える武装としては、主にロックが砲手を担当する運転室上部に格納された連装ビーム砲座、車体前部の単装ビーム砲塔2門、「J9-III」エンブレムが右側に開いて砲口となる（第26話）ボイラー室内の大口径ビーム砲などがある。サスライガー形態時の武装も、手持ち式であるビームライフルを除き、大抵は使用が可能。
タカトクトイスが発売していた玩具は、当時展開していた「可変メカシリーズ」の一つという扱いで、商品名が「バトレインC-3」だった。サスライガー名義のパッケージも存在する。別カラーのリアルバージョンなども存在し、タカトクのTVキャラクター玩具としては最後の商品となった。

## 用語
シンジケート
サスライガーの時代における闇の犯罪組織。『銀河旋風ブライガー』での「コネクション」と似ているが、シンジケートの方がよりギャングに近い描写がなされている。資金源はカジノ経営からレースの八百長行為、住民の強制労働による鉱山経営、覚醒剤の開発製造にまで及ぶ。
主なシンジケートはブラディ率いる太陽系最大の「ブラディ・シンジケート」、グレアム・ビッグが率いグリーン惑星海を縄張りとする「グレアム・シンジケート」、アステロイドクイーンが率いる北アステロイドの小惑星タランチュラを本拠とする「タランチュラ・シンジケート」など。各シンジケートには縄張りがあり、原則として他のシンジケートは活動することが出来ない。このため劇中ではグレアムがブラディに、「大金と引き替えに、グリーン惑星海に入ったJJ9のメンバーを始末する」と仕事を持ち掛けるシーンがあった。ただし勢力均衡が崩れた場合には縄張りの奪い合いもあり、かつてブラディ・シンジケートは、タランチュラ・シンジケートの首領交替時の混乱につけ込んでその縄張りの多くを奪っている。
いずれのシンジケートも高い軍事力を持ち、ブラディ・シンジケートやグレアム・シンジケートは一国家をゆうに上回るほどの機動メカを保有し、タランチュラ・シンジケートは数は少ないながらもシンクロンシステムを搭載した戦闘メカを保有していた。ブラディ・シンジケートに至っては、冥王星の衛星カロンに惑星間核ミサイル基地を保有している。

大勝負（ビッグゲーム）
ブラディ・ゴッドがI・Cブルースに持ちかけた賭け。ルールは、「ジュピター復活祭」当日の2911年7月9日午前0時から次のジュピター復活祭の2912年7月9日午前0時までの1年以内に、ブルースが新太陽系の主要惑星50個を全て踏破できるかというもの。また、ブルースは証拠として訪問先の惑星に「JJ9 I.C. Blues」のサインを書き残し、これをソーラープラネッツポストが確認して初めて踏破が認められる。なお、一部の星では「JJ-9」とサインしたり、名前のつづりを間違えたことがあった。これは作画スタッフのミスである。
この賭けの賭け率は2倍であり、敗れた場合にはブルースは600億ボールを、ブラディは1,200億ボールを相手側に支払うことになる。ちなみにこの金額は、ブルースがJ9ランドのカジノで勝った300億ボールにブルースの個人資産の300億ボールを加えたもの。ブルース、ブラディとも賭け金はあらかじめソーラープラネッツポスト社に預けてあり、勝負が終わるまで凍結されている。つまりブルースはほぼ一文無しの身であり、このためJJ9は日銭を稼ぎながらの貧乏旅行を余儀なくされた。基本的な資金確保法はカジノだが、この時代でも伝説のヒーローであるコズモレンジャーJ9にあやかって始末屋稼業を請け負うこともある。また終盤は、銀河コンボイの運転手達を筆頭に、反ブラディ派の人々が善意で燃料や食料をくれることもあった。
なおブルースは勝利の暁には獲得した賞金を仲間全員で山分けすることを約束している。

## スタッフ
- 制作・企画・プロデューサー - 壺田重夫
- 原案・シリーズ構成 - 山本優
- チーフディレクター・録音ディレクター - 四辻たかお
- メカ・デザイン - サブマリン
- メインキャラクターデザイン - 小松原一男
- 美術設定 - 伊藤岩光
- 音楽 - 久石譲
- サブキャラクターデザイン - 小山涼（小山りょう）、斉藤格、村田四郎
- 編集 - 吉田恵美子 → 神谷睦美（三陽編集室）
- 文芸担当 - 宮村妙子
- 制作事務 - 小田すみえ
- 設定進行 - 宮下恵子 → 神谷智恵
- 録音 - 斉藤恒夫
- 効果 - 佐藤一俊
- 制作担当 - 川崎健司
- 製作 - 国際映画社

## 主題歌・挿入歌
オープニングテーマ
『銀河疾風サスライガー』
作詞 - 山本優 / 作曲 - 山本正之 / 編曲 - 久石譲 / 歌 - MOTCHIN
エンディングテーマ
『ハピィ ソング』（第1話 - 第27話）
作詞 - 山本優 / 作曲 - 山本正之 / 編曲 - 久石譲 / 歌 - 増田直美
『メイビィ・ベイビィ』（第28話 - 第43話）
作詞 - 山本優 / 作曲 - 久石譲 / 編曲 - 中島正雄 / 歌 - 樋浦一帆
※オープニング映像のテロップでは、諸事情により、エンディングテーマを歌った増田直美と樋浦一帆の名は表示されなかった。また、エンディングテーマ変更後も、エンディング映像は変更されなかった。

### 挿入歌
『トライ!トライ!トライ!』
作詞 - 山本優 / 作曲 - 中島正雄 / 編曲 - 久石譲 / 歌 - 英莉花
『恋人たちの星まつり』
作詞 - 山本優 / 作曲・編曲 - 久石譲 / 歌 - 山形ユキオ
『ロング・グッナイ』
作詞 - 山本優 / 作曲 - アイ高野 / 編曲 - 久石譲 / 歌 - MOTCHIN
『PLANETS BAY ROAD』
作詞 - 山本優 / 作曲 - 中島正雄 / 編曲 - 久石譲 / 歌 - MOTCHIN

## 各話リスト
各話スタッフのクレジット及びトライポイントの表記は、1995年発売のLD封入のブックレットに準ずる。
1984年1月3日は放送休止。
| 話数 | 放送日         | サブタイトル              | 脚本       | 絵コンテ   | 演出     | 作画監督   | 美術担当        | トライポイント                                             |
| ---- | -------------- | ------------------------- | ---------- | ---------- | -------- | ---------- | --------------- | ---------------------------------------------------------- |
| 1    | 1983年 4月5日  | 世紀の大勝負              | 山本優     | 四辻たかお | 渡部英雄 | 金子一     | 伊藤岩光        | -                                                          |
| 2    | 4月12日        | 快走J9III号               | 山本優     | 又野弘道   | 又野弘道 | 金子育教   | 伊藤英治        | シルキャーゴ星（東アステロイド）                           |
| 3    | 4月19日        | Zアドベンチャー           | 山本優     | 四辻たかお | 渡部英雄 | 金子一     | 伊藤岩光        | 火星軌道第4マース                                          |
| 4    | 4月26日        | 地獄のパスポート          | 山本優     | 神井裕行   | 神井裕行 | 落合正宗   | 下川忠海        | ハイム星（グリーン惑星海）                                 |
| 5    | 5月3日         | 虹の大脱走                | 山本優     | 又野弘道   | 又野弘道 | 金子育教   | 伊藤英治        | フリカ星（グリーン惑星海）                                 |
| 6    | 5月10日        | マローン星の黄金          | 山本優     | 又野弘道   | 松浦錠平 | 金子一     | 伊藤岩光        | マローン星（グリーン惑星海）                               |
| 7    | 5月17日        | 熱砂の群盗                | 山本優     | 吉沢孝男   | 渡部英雄 | 金子育教   | 伊藤英治        | アルバ星（グリーン惑星海）                                 |
| 8    | 5月24日        | 栄光のイヨモンテロ        | 山本優     | 小泉謙三   | 笠原達也 | 落合正宗   | 下川忠海        | ゲイン星（グリーン惑星海）                                 |
| 9    | 5月31日        | マシンガン・ブルース 前編 | 山本優     | 松浦錠平   | 松浦錠平 | 金子一     | 伊藤岩光        | -                                                          |
| 10   | 6月7日         | マシンガン・ブルース 後編 | 山本優     | 四辻たかお | 又野弘道 | 金子育教   | 伊藤英治        | ロングー星（グリーン惑星海）                               |
| 11   | 6月14日        | 情熱のサンタ・マリア      | 山本優     | 渡部英雄   | 渡部英雄 | 金子育教   | 伊藤岩光        | カンターレ星（イエロー惑星海）                             |
| 12   | 6月21日        | プレセベ超特急            | 山本優     | 内田裕司   | 内田裕司 | 曽生あきら | 下川忠海        | バーチカル星（イエロー惑星海）                             |
| 13   | 6月28日        | さすらいのエンブレム      | 山本優     | 松浦錠平   | 松浦錠平 | 金子一     | 伊藤英治        | トーバ星、ミフーシ星（イエロー惑星海）                     |
| 14   | 7月5日         | 哀愁のベルナー湖          | 山本優     | 又野弘道   | 又野弘道 | 金子育教   | 伊藤岩光        | ラーナ星（イエロー惑星海）                                 |
| 15   | 7月12日        | 悪霊の谷                  | 山本優     | 渡部英雄   | 渡部英雄 | 金子一     | 伊藤英治        | キョーラーク星（イエロー惑星海）                           |
| 16   | 7月19日        | 復讐の赤い星              | 山本優     | 神井裕行   | 内田裕司 | 金子一     | 下川忠海        | 第1マース（旧火星）                                        |
| 17   | 7月26日        | 奴らに墓標を              | 山本優     | 松浦錠平   | 松浦錠平 | 金子育教   | 伊藤岩光        | アエイズ星（レッド惑星海）                                 |
| 18   | 8月2日         | 魔境アナコンダ            | 山本優     | 又野弘道   | 又野弘道 | 金子一     | 佐貫利勝        | アルマン星（レッド惑星海）                                 |
| 19   | 8月9日         | 君よ聖なる翼をみたか      | 山本優     | 渡部英雄   | 渡部英雄 | 金子一     | 伊藤岩光        | ブルナンド星（レッド惑星海）                               |
| 20   | 8月16日        | オーガン警部の憂欝        | 平野靖士   | 渡部英雄   | 又野弘道 | 金子育教   | 佐貫利勝        | シーナイ星（レッド惑星海）                                 |
| 21   | 8月23日        | 天使のビターキッス        | 園田英樹   | 松浦錠平   | 松浦錠平 | 金子一     | 伊藤岩光        | セーダイン星（レッド惑星海）                               |
| 22   | 8月30日        | ハート・ブレイク・シティ  | 四辻たかお | 又野弘道   | 又野弘道 | 金子育教   | 佐貫利勝        | ネオ・ザッハ星                                             |
| 23   | 9月6日         | コーミャ星大脱獄          | 平野靖士   | 渡部英雄   | 渡部英雄 | 金子一     | 伊藤岩光        | コーミャ星（第2マース）                                    |
| 24   | 9月13日        | ぶっちぎりアステロイド    | 園田英樹   | 松浦錠平   | 松浦錠平 | 金子一     | 佐貫利勝        | 西アステロイド                                             |
| 25   | 9月20日        | 聖アトゥーム祭の異変      | 山本優     | 又野弘道   | 又野弘道 | 金子育教   | 伊藤岩光        | -                                                          |
| 26   | 9月27日        | サターンの首飾り          | 山本優     | 渡部英雄   | 渡部英雄 | 金子一     | 辻忠直          | オフス星、土星                                             |
| 27   | 10月4日        | 聖星はるかなり            | 山本優     | 松浦錠平   | 松浦錠平 | 金子育教   | 伊藤岩光        | サン・ノブ・ジュピター、冥王星                             |
| 28   | 10月11日       | 海王星のクリスマス        | 山本優     | 又野弘道   | 又野弘道 | 五十嵐鈴子 | 佐貫利勝        | 海王星                                                     |
| 29   | 10月18日       | 天王星の決闘              | 平野靖士   | 渡部英雄   | 渡部英雄 | 金子一     | 山本善之        | 天王星                                                     |
| 30   | 10月25日       | アステロイド・クィーン    | 山本優     | 振出豪人   | 伊東政雄 | 五十嵐鈴子 | 下川忠海        | タランチュラ星（北アステロイド）                           |
| 31   | 11月1日        | 悪魔の湖                  | 平野靖士   | 又野弘道   | 又野弘道 | 金子一     | 伊藤英治        | ギリース星（バイオレット惑星海）                           |
| 32   | 11月8日        | ウォンテッド狂騒曲        | 山本優     | 松浦錠平   | 山内重保 | 金子育教   | 佐貫利勝        | トルサ星（バイオレット惑星海）                             |
| 33   | 11月15日       | 爆走ラブ・チェイス        | 山本優     | 渡部英雄   | 渡部英雄 | 五十嵐鈴子 | 下川忠海        | シンタル星（バイオレット惑星海）                           |
| 34   | 11月22日       | ハイウェイ・スター        | 四辻たかお | 又野弘道   | 又野弘道 | 金子一     | 山本善之        | ゴワハンド星（バイオレット惑星海）                         |
| 35   | 11月29日       | 情けは悪のためならず      | 山本優     | 伊東政雄   | 伊東政雄 | 金子育教   | 佐貫利勝        | カルモーン星（バイオレット惑星海）                         |
| 36   | 12月6日        | ダンディ・ギャング        | 山本優     | 匡恵美     | 山内重保 | 金子一     | 辻忠直 伊藤英治 | クラワン星（バイオレット惑星海）                           |
| 37   | 12月13日       | 傷だらけのファイター      | 山本優     | 池田裕之   | 渡部英雄 | 金子一     | 下川忠海        | トーミ星（オレンジ惑星海）                                 |
| 38   | 12月20日       | 疾風オレンジ惑星海        | 山本優     | 又野弘道   | 又野弘道 | 五十嵐鈴子 | 松本健治        | チギト星、バランキ星、サイタン星（オレンジ惑星海）         |
| 39   | 12月27日       | 灼熱のインナートライ      | 山本優     | 渡部英雄   | 渡部英雄 | 金子一     | 伊藤英治        | オレンジ惑星海第6惑星、第3マース、サウスアステロイド、金星 |
| 40   | 1984年 1月10日 | 栄光に架ける星            | 山本優     | 伊東政雄   | 伊東政雄 | 金子一     | 下川忠海        | セントホーリ星（ブルー惑星海）                             |
| 41   | 1月17日        | 恋人たちの星まつり        | 山本優     | 又野弘道   | 又野弘道 | 金子育教   | 佐貫利勝        | タルマン星（ブルー惑星海）                                 |
| 42   | 1月24日        | グレイト・タッチダウン    | 山本優     | 渡部英雄   | 渡部英雄 | 金子一     | 伊藤英治        | ガオーカ星、ハーマン星、ドーエ星、地球                     |
| 43   | 1月31日        | ハピィ・ウェデング        | 山本優     | 伊東政雄   | 伊東政雄 | 金子育教   | 下川忠海        | -                                                          |

## 放送局
系列は本放送当時のもの。放送日時は個別に出典が提示されているものを除き1983年9月中旬 - 10月上旬のものとする。
| 放送地域       | 放送局         | 放送日時           | 系列                          | 備考                                                                      |
| -------------- | -------------- | ------------------ | ----------------------------- | ------------------------------------------------------------------------- |
| 関東広域圏     | テレビ東京     | 火曜 17:55 - 18:25 | テレビ東京系列                | 制作局                                                                    |
| 大阪府         | テレビ大阪     | 火曜 17:55 - 18:25 | テレビ東京系列                |                                                                           |
| 北海道         | 北海道文化放送 | 土曜 7:30 - 8:00   | フジテレビ系列                | 先行ネット。放送期間は1983年4月2日から1984年1月21日まで。                 |
| 宮城県         | 仙台放送       | 月曜 16:30 - 17:00 | フジテレビ系列                |                                                                           |
| 山形県         | 山形テレビ     | 火曜 17:00 - 17:30 | フジテレビ系列                |                                                                           |
| 福島県         | 福島テレビ     | 月曜 17:30 - 18:00 | フジテレビ系列                |                                                                           |
| 新潟県         | 新潟総合テレビ | 金曜 16:55 - 17:25 | フジテレビ系列                | 現・NST新潟総合テレビ。 1983年9月まではテレビ朝日系列とのクロスネット局。 |
| 富山県         | 富山テレビ     | 火曜 16:50 - 17:20 | フジテレビ系列                | 1983年4月26日から1984年2月28日まで放送                                    |
| 石川県         | 石川テレビ     | 土曜 6:45 - 7:15   | フジテレビ系列                | 1983年4月16日放送開始                                                     |
| 福井県         | 福井テレビ     | 水曜 17:25 - 17:55 | フジテレビ系列                | 1983年4月13日から1984年2月8日まで放送                                     |
| 静岡県         | 静岡放送       | 土曜 17:30 - 18:00 | TBS系列                       |                                                                           |
| 中京広域圏     | 東海テレビ     | 金曜 7:30 - 8:00   | フジテレビ系列                | [ 注 2 ]                                                                  |
| 兵庫県         | サンテレビ     | 火曜 17:00 - 17:30 | 独立局                        |                                                                           |
| 京都府         | KBS京都        | 金曜 17:00 - 17:30 | 独立局                        |                                                                           |
| 奈良県         | 奈良テレビ     | 水曜 19:30 - 20:00 | 独立局                        |                                                                           |
| 岡山県・香川県 | 山陽放送       | 木曜 17:00 - 17:30 | TBS系列                       | 現・RSK山陽放送。                                                         |
| 広島県         | 中国放送       | 金曜 17:00 - 17:30 | TBS系列                       |                                                                           |
| 福岡県         | 福岡放送       | 土曜 7:45 - 8:15   | 日本テレビ系列                |                                                                           |
| 熊本県         | テレビ熊本     | 木曜 17:30 - 18:00 | フジテレビ系列 テレビ朝日系列 |                                                                           |

## ゲームでの登場
本作はバンプレストのゲーム『スーパーロボット大戦GC』（ニンテンドー ゲームキューブ版タイトル。Xbox 360版は『スーパーロボット大戦XO』）に登場している。
制作時にはロック役の塩沢兼人は故人であり、ブルース役の曽我部和恭は引退していたため、それぞれ山崎たくみと置鮎龍太郎が演じている。
また、ビッグゲームの賭けの内容は「太陽系一周」から、『最強ロボ ダイオージャ』における「エドン国の存亡」になっており、さらにはクロスオーバーとして『バクシンガー』や『ブライガー』の面々とも出会い共同戦線を張る。
『GC』『XO』ではJ9チームと『バクシンガー』の銀河烈風隊は『ダイオージャ』のエドン国のある星系の人間であり、太陽系の住人ではない。チーム名に「J9」を入れた理由は、『バクシンガー』の銀河烈風隊と同じく、外宇宙に勢力を伸ばしてきたヌビアコネクションと敵対する英雄「コズモレンジャーJ9」にあやかったためとしている。